# Medal of Honor: Heroes
Medal of Honor: Heroes is een videospel ontwikkeld door EA Canada voor PlayStation Portable.

## Gameplay
In het spel neemt de speler de rol aan van verschillende "helden" uit de vorige spellen, zoals luitenant Jimmy Patterson uit Medal of Honor en Medal of Honor: Frontline, sergeant John Baker uit Medal of Honor: Allied Assault en luitenant William Holt uit Medal of Honor: European Assault. De missies spelen zich af in Italië, Holland en België.